# Fuorilegge. Veneto a mano armata
Fuorilegge. Veneto a mano armata è una docuserie di Sky Documentaries del 2024, diretta da Sebastiano Facco.
È stata pubblicata su Sky Documentaries e Now il 13 gennaio 2024.

## Trama
La serie racconta la vicenda di un avvocato padovano, Enrico Vandelli, che dopo aver brillantemente difeso alcuni imputati di Autonomia Operaia nel Processo 7 aprile finisce per diventare l'avvocato di fiducia del boss della Mala del Brenta Felice Maniero.

## Episodi
| N° | Titolo               | Durata (minuti) |
| -- | -------------------- | --------------- |
| 1  | Il compagno avvocato | 57:00           |
| 2  | La mala del Brenta   | 53:00           |
| 3  | Fuga dal Nordest     | 56:00           |